# شهرستان بارتوو (جورجیا)
شهرستان بارتوو، جورجیا (به انگلیسی: Bartow County, Georgia) یک سکونتگاه مسکونی در ایالات متحده آمریکا است که در جورجیا واقع شده‌است.